# Zavrnitev zahtevka
Zavrnitev zahtevka v pravu pomeni, da je organ sprejel zadevo v obravnavo (torej izpolnjuje formalne predpostavke in je zato ni zavrgel) ter je o zadevi vsebinsko odločal.
Na podlagi vsebinske odločitev je organ ugotovil, da zahtevek ni utemeljen in pravice ne bo prisodil.